# Le portrait mystérieux
Le portrait mystérieux is een Franse stomme film uit 1899. De film werd geregisseerd door Georges Méliès. 

## Verhaal
De film toont Méliès als illusionist die midden in het beeld in een leeg schilderijkader zichzelf laat verschijnen, terwijl hij zelf buiten het kader blijft staan.

Typisch aan deze film is het vertonen van een film binnen een film, een thema dat al eerder door onder andere George Albert Smith gebruikt was.